# Beatrix Sasko-Koburská
Princezna Beatrix (Beatrix Marie Viktorie Feodora; 14. dubna 1857, Londýn – 26. října 1944, Sussex), později princezna Jindřich z Battenberku, byla pátá dcera a nejmladší dítě královny Viktorie a prince Alberta. Beatrix byla také posledním z dětí královny Viktorie, které zemřely, téměř 66 let po prvním, její starší sestře Alici.
Její otec princ Albert zemřel 14. prosince 1861. Když se její starší sestry provdaly a opustily matku, královna se začala spoléhat na společnost své nejmladší dcery, které po většinu jejího dětství říkala „Baby“. Beatrix byla vychována tak, aby vždy zůstala se svou matkou a brzy se se svým osudem smířila. Královna byla tak zaujatá proti sňatku své nejmladší dcery, že o této možnosti odmítla diskutovat. Přesto měla princezna mnoho nápadníků, včetně Ludvíka Napoleona, císařského prince, syna vyhnaného císaře Napoleona III. Francouzského, a Ludvíka IV., velkovévodu z Hesenska, vdovce po Beatrixině starší sestře Alici. Přitahoval ji Ludvík Napoleon a mluvilo se o možném sňatku, ale císařský princ byl v roce 1879 zabit v britsko-zulské válce.
Beatrix se zamilovala do prince Jindřicha z Battenbergu, syna prince Alexandra Hesenského a Porýnského a Julie von Hauke a švagra její neteře princezny Viktorie Hesenské a Porýnské. Po roce přesvědčování královna, jejíž souhlas byl vyžadován podle zákona o královských manželstvích, nakonec souhlasila se sňatkem, který se konal ve Whippinghamu na ostrově Wight 23. července 1885. Královna Viktorie souhlasila pod podmínkou, že Beatrix a Jindřich se u ní ubytují a že Beatrix bude pokračovat ve svých povinnostech jako královnina neoficiální sekretářka. Princ a princezna měli čtyři děti, ale 10 let po sňatku, 20. ledna 1896, princ Jindřich zemřel na malárii během bojů v anglo-ašantské válce. Beatrix zůstala po boku své matky, dokud královna Viktorie 22. ledna 1901 nezemřela. Beatrix věnovala dalších 30 let editaci deníků královny Viktorie jako její literární vykonavatel a pokračovala ve veřejných vystoupeních. Zemřela ve věku 87 let v roce 1944.

## Dětství

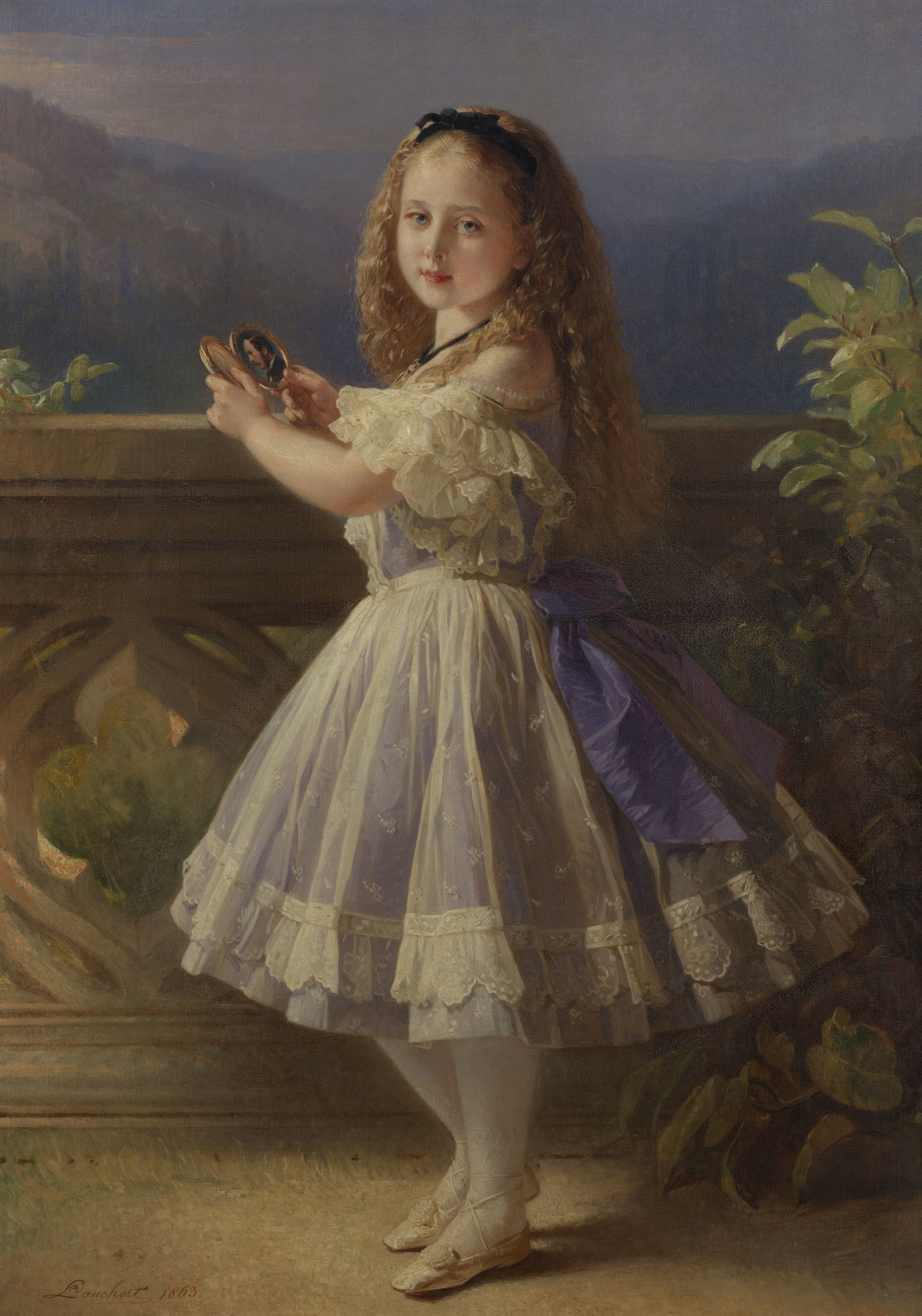
Princezna Beatrix ve věku 6 let na portrétu od Richarda Laucherta

Princezna Beatrix se narodila 14. dubna 1857 v Buckinghamském paláci v Londýně jako pátá dcera a nejmladší z devíti dětí vládnoucí britské panovnice, královny Viktorie, a jejího manžela, prince Alberta Sasko-Kobursko-Gothajského. Porod vyvolal kontroverzi, když bylo oznámeno, že královna Viktorie bude hledat úlevu od porodních bolestí pomocí chloroformu podávaného lékařem Johnem Snowem. Chloroform byl považován za nebezpečný pro matku i dítě a anglikánská církev a lékařské autority jej odsuzovaly. Královna Viktorie se nenechala odradit a při svém posledním těhotenství použila "ten požehnaný chloroform". O čtrnáct dní později si královna Viktorie do svého deníku zapsala: "Byla jsem bohatě odměněna a zapomněla jsem na vše, čím jsem si prošla, když jsem slyšela nejdražšího Alberta říkat: "Je to krásné dítě a je to holčička!" Albert a královna Viktorie vybrali jména Beatrice Marie Viktorie Feodore: Viktorie po královně a Feodora po Feodoře, princezně z Hohenlohe-Langenburgu, královnině starší nevlastní sestře. Pokřtěna byla 16. června 1857 v soukromé kapli Buckinghamského paláce. Jejími kmotry byli vévodkyně z Kentu (babička z matčiny strany), princezna Viktorie (nejstarší sestra) a pruský princ Fridrich (její budoucí švagr).
Beatrix se od narození stala oblíbeným dítětem. Starší oblíbená dcera prince Alberta, princezna Viktorie, se chystala se svým novým manželem Fridrichem Pruským usadit v Německu. Albert napsal Fridrichově matce Augustě, že "děťátko cvičí stupnice jako dobrá primadona před představením a má dobrý hlas!" Ačkoli bylo známo, že královna Viktorie nemá ráda většinu dětí, Beatrix, kterou považovala za atraktivní, se jí líbila. To Beatrix poskytovalo výhodu oproti jejím starším sourozencům. Královna Viktorie jednou poznamenala, že Beatrix je "hezké, baculaté a rozkvétající dítě s krásnýma velkýma modrýma očima, [pěknými] malými ústy a velmi jemnou pletí." Její dlouhé zlaté vlasy se staly středem zájmu obrazů, které si nechala namalovat královna Viktorie, která Beatrix ráda koupala, což bylo ve výrazném kontrastu s jejími zálibami v koupání ostatních dětí. Beatrix projevovala inteligenci, což ji ještě více uchvátilo prince Alberta, kterého bavila její dětská předčasnost.
Princ Albert napsal baronu Stockmarovi, že Beatrix je "nejzábavnější dítě, jaké jsme kdy měli". Přestože Beatrix sdílela přísný výchovný program navržený princem Albertem a jeho blízkým poradcem baronem Stockmarem, měla díky svému vztahu s rodiči uvolněnější dětství než její sourozenci. Ve čtyřech letech, jako nejmladší a uznávané poslední královské dítě, nebyla Beatrice nucena sdílet pozornost rodičů tak jako její sourozenci a její zábavné způsoby poskytovaly útěchu jejímu ochabujícímu otci.

## Oddaná společnice královny Viktorie

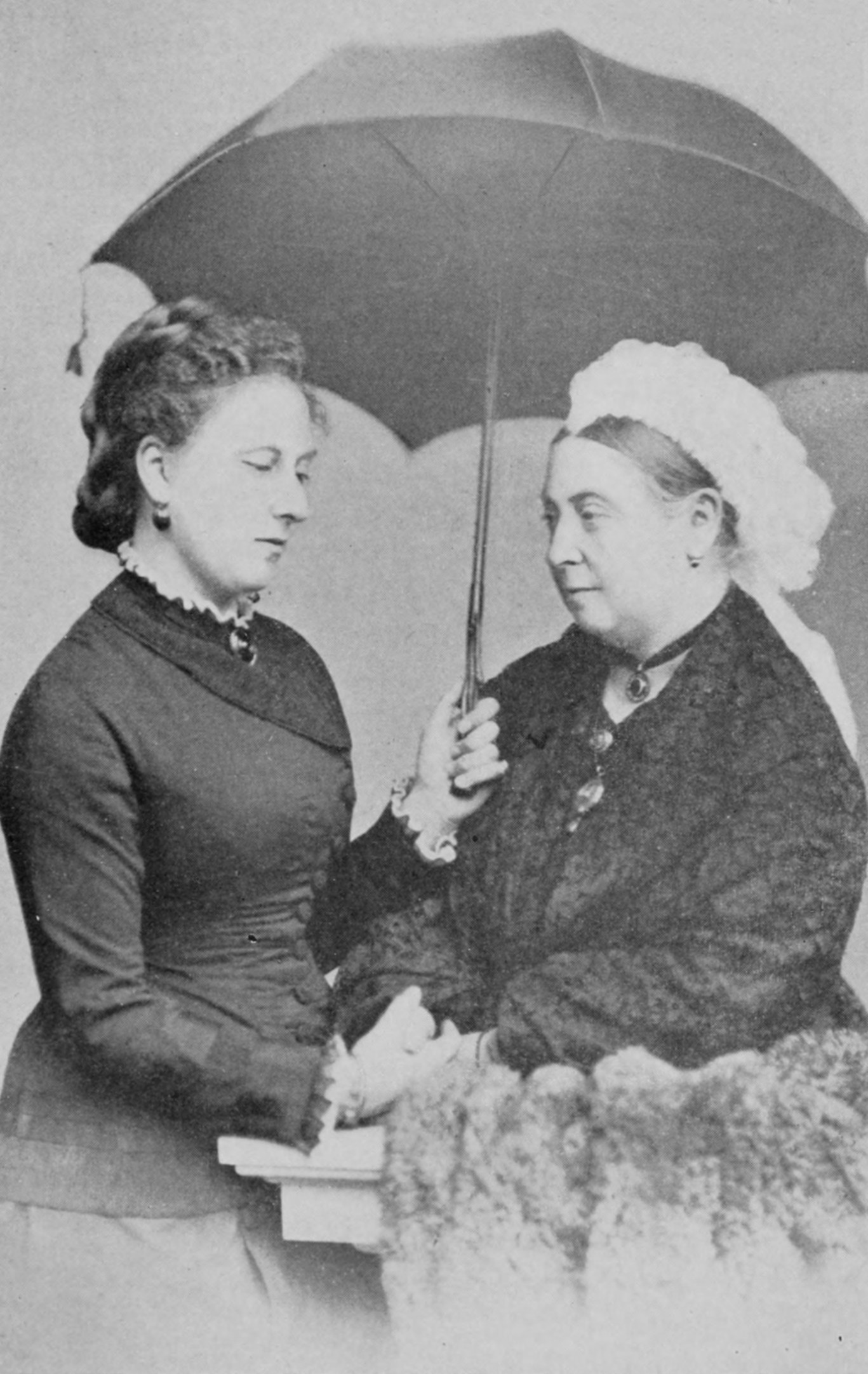
Princezna Beatrix se svou matkou královnou Viktorií

V březnu 1861 zemřela ve Frogmore matka královny Viktorie, vévodkyně z Kentu. Královna se zhroutila žalem a pocitem viny za jejich odcizení na počátku své vlády. Beatrix se snažila matku utěšit tím, že jí připomněla, že vévodkyně z Kentu je "v nebi, ale Beatrice doufá, že se vrátí". Tato útěcha byla významná, protože královna Viktorie se izolovala od svých dětí s výjimkou nejstarší neprovdané dcery, princezny Alice, a Beatrix. Královna Viktorie se na Beatrix a Alici znovu mohla spolehnout po smrti Alberta, který 14. prosince téhož roku zemřel na tyfus.
Stejně jako po smrti své matky se královna Viktorie uzavřela před svou rodinou – především před princem z Walesu (kterého vinila z manželovy smrti), s výjimkou Alice a Beatrix. Po roce 1871, kdy se vdala poslední z Beatrixiných starších sester, se královna Viktorie začala spoléhat na svou nejmladší dceru, která od útlého věku prohlašovala: "Vůbec nemám ráda svatby. Nikdy se nevdám. Zůstanu s matkou." Jako matčina sekretářka plnila povinnosti, jako bylo psaní královniným jménem a pomoc s politickou korespondencí. Během vážné nemoci v roce 1871 královna diktovala Beatrix své deníkové záznamy.
Oddanost, kterou Beatrix matce projevovala, královna potvrzovala ve svých dopisech a denících, ale její neustálá potřeba Beatrix byla stále silnější. Další ztráta královnu postihla v roce 1883, kdy na Balmoralu zemřel její horalský sluha John Brown. Královna se opět ponořila do veřejného smutku a spoléhala na Beatrixinu podporu. Na rozdíl od svých sourozenců Beatrice neprojevovala vůči Brownovi nelibost a oba se často vídali ve vzájemné společnosti; dokonce společně pracovali na plnění královniných přání.

## Manželství

### Nápadníci
Přestože královna byla proti tomu, aby se Beatrix provdala, protože očekávala, že s ní zůstane navždy, před jejím sňatkem s princem Jindřichem z Battenbergu se objevila řada možných nápadníků. Jedním z nich byl Napoléon Evžen, francouzský císařský princ, syn a dědic vyhnaného francouzského císaře Napoleona III. a jeho manželky císařovny Evženie. Poté, co Prusko porazilo Francii v prusko-francouzské válce, byl Napoleon sesazen a jeho rodina se v roce 1870 přestěhovala do Anglie. Po císařově smrti v roce 1873 si královna Viktorie a císařovna Evženie vytvořily blízký vztah a noviny informovaly o brzkém zasnoubení Beatrix s císařským princem. Tyto zvěsti skončily smrtí císařského prince v britsko-zulské válce 1. června 1879.
Po smrti císařského prince navrhl princ z Walesu, aby se Beatrix provdala za vdovce po jejich sestře Alici, Ludvíka IV., velkovévodu hesenského. Alice zemřela v roce 1878 a princ argumentoval tím, že Beatrix by mohla působit jako náhradní matka Ludvíkových malých dětí a trávit většinu času v Anglii péčí o svou matku. Dále navrhoval, že královna by mohla snáze dohlížet na výchovu svých hesenských vnoučat. V té době však bylo zákonem zakázáno, aby se Beatrix provdala za vdovce po své sestře. Proti tomu se postavil princ z Walesu, který vehementně podporoval přijetí zákona o sestře zesnulé manželky parlamentní sněmovnou, který by tuto překážku odstranil. Přestože toto opatření mělo všeobecnou podporu a v Dolní sněmovně sice prošlo, ve Sněmovně lordů bylo zamítnuto kvůli odporu lordů duchovních. Královna byla sice zklamaná, že návrh zákona neprošel, ale byla ráda, že si dceru může ponechat po svém boku.
Další kandidáti, včetně dvou bratrů prince Jindřicha, princ Alexandr a princ Ludvík z Battenbergu, byli navrženi na Beatrixina manžela, ale neuspěli. Alexandr o Beatrix nikdy formálně neusiloval, jeho bratr Ludvík měl větší zájem. Královna Viktorie ho pozvala na večeři, ale seděla mezi ním a Beatrix, které královna řekla, aby Ludvíka ignorovala, aby ho odradila. Ludvík si několik let neuvědomoval důvody tohoto mlčení a oženil se s Beatrixinou neteří, princeznou Viktorií Hesensko-Darmstadtskou. Přestože její naděje na sňatek dostaly další ránu, během účasti na Ludvíkově svatbě v Darmstadtu se Beatrice zamilovala do prince Jindřicha, který její city opětoval.

### Zásnuby a svatba

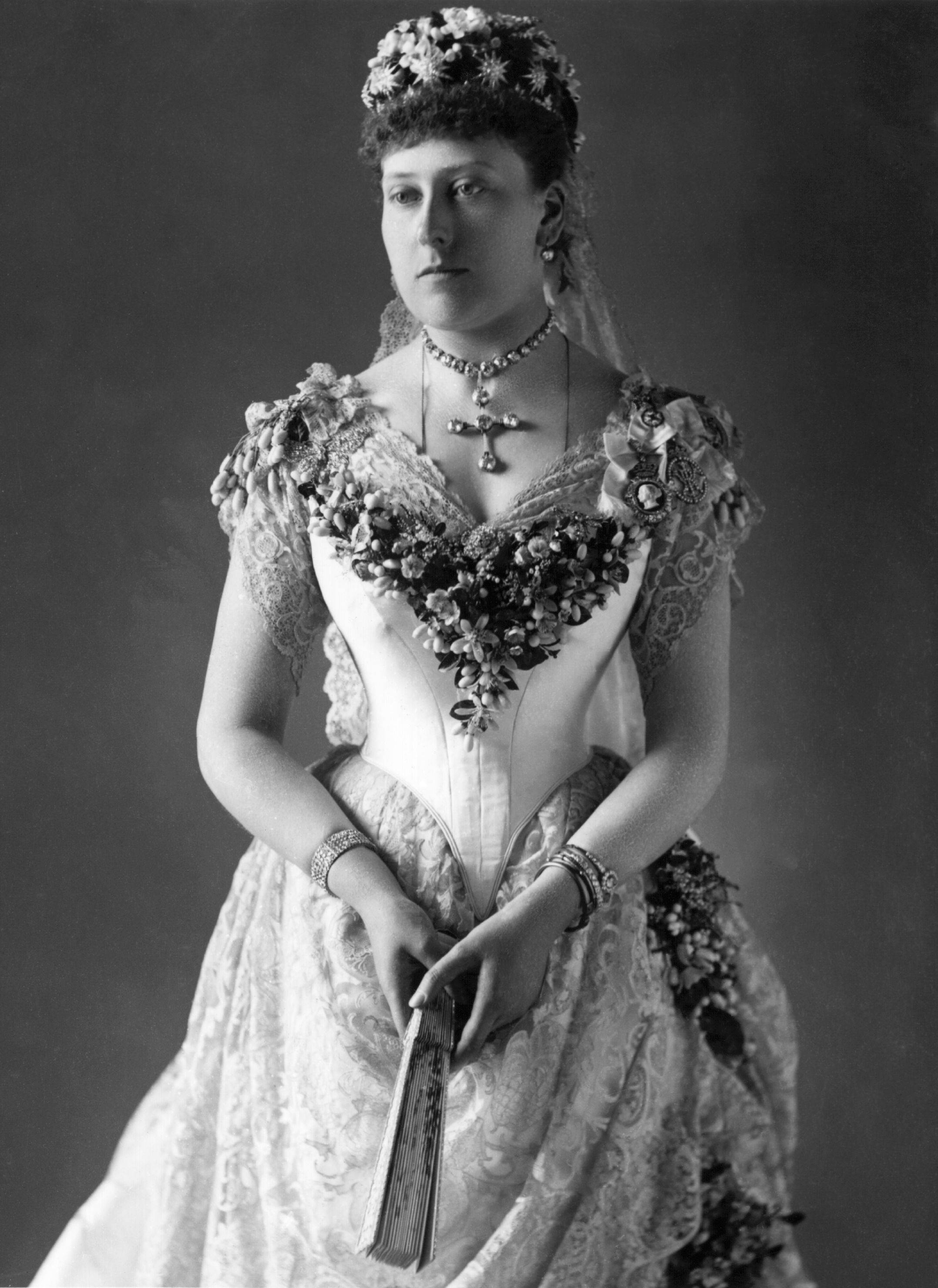
Princezna Beatrix ve svatebních šatech, Osborne, 1885

Když Beatrice po návratu z Darmstadtu oznámila matce, že se hodlá vdát, královna reagovala děsivým mlčením. Přestože Beatrix zůstala u své matky, královna s ní sedm měsíců nepromluvila a místo toho s ní komunikovala prostřednictvím dopisů. Královna považovala Beatrici za své "dítě" – nevinné dítě – a fyzický sex, který by přišel s manželstvím, považovala za konec nevinnosti.
Královna Viktorie nakonec se sňatkem souhlasila pod podmínkou, že se Jindřich vzdá svých německých závazků a bude trvale žít s Beatrix a královnou v Anglii.
Beatrix a Jindřich se vzali 23. července 1885 v kostele svaté Mildredy ve Whippinghamu nedaleko Osbornu. Beatricx doprovázela královna a Beatricin nejstarší bratr, princ z Walesu. Princeznu Beatrix doprovázelo deset královských družiček z řad jejích neteří: Z nich byly vybrány: princezny Luisa, Viktorie a Maud z Walesu; princezny Irena a Alix z Hesenska a Porýní; princezny Marie, Viktorie Melita a Alexandra z Edinburghu; a princezny Helena Viktorie a Marie Luisa ze Šlesvicka-Holštýnska. 

## Poslední roky života královny Viktorie
Po krátkých líbánkách Beatrix a její manžel splnili svůj slib a vrátili se do Anglie, kde zůstaly po královnině boku. Královna dala jasně najevo, že to sama nezvládne a že manželé nemohou cestovat bez ní. Přestože královna krátce po svatbě toto omezení zmírnila, Beatrix s Jindřichem cestovali jen na krátké návštěvy jeho rodiny. Zdálo se, že Beatrixina láska k Jindřichovi, stejně jako královnina láska k princi Albertovi, se stupňovala tím více, čím déle byli manželé. 

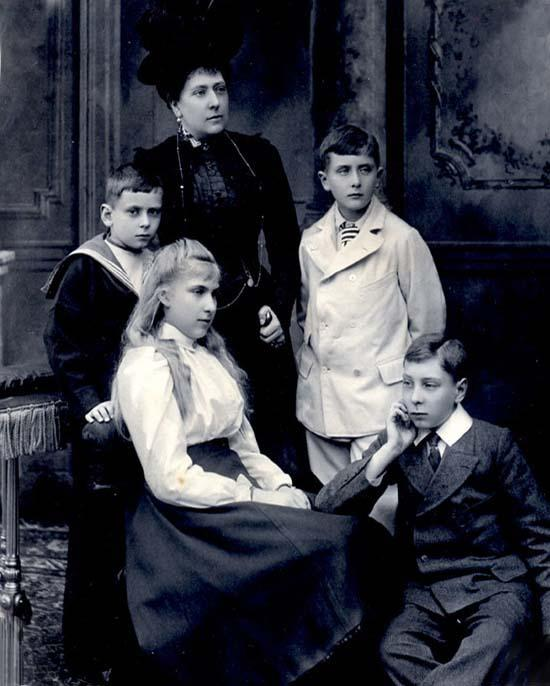
Princezna Beatrix se svými dětmi, 1900

Přestože byla Beatrix vdaná, splnila svůj slib a zůstala její královninou důvěrnicí a sekretářkou na plný úvazek. Královna Viktorie si Jindřicha oblíbila, nicméně královna kritizovala Beatrixino chování během jejího prvního těhotenství. Když Beatrix týden před porodem přestala chodit na královniny večeře a raději jedla sama ve svém pokoji, královna rozzlobeně napsala svému lékaři, doktoru Jamesi Reidovi, že "jsem [naléhala na princeznu, aby i nadále chodila na večeře, a ne aby se jen mračila ve svém pokoji, což jí velmi škodí. V mém případě jsem pravidelně chodila na večeři, kromě případů, kdy mi bylo opravdu špatně (i když jsem velmi trpěla), až do posledního dne." Beatrix s pomocí chloroformu porodila následující týden svého prvního syna Alexandra. Přestože Beatrice v prvních měsících manželství potratila, porodila čtyři děti: v roce 1886 se narodil Alexander, zvaný "Drino", v roce 1887 Viktorie Evženie, zvaná "Ena", v roce 1889 Leopold a v roce 1891 Maurice.
Jindřich, který se stále více nudil nedostatkem aktivit u dvora, toužil po zaměstnání a královna ho v reakci na to v roce 1889 jmenovala guvernérem ostrova Wight. Toužil však po vojenském dobrodružství a prosil svou tchyni, aby ho nechala připojit se k expedici Ashanti bojující v anglo-ašantské válce. Navzdory obavám královna souhlasila a Jindřich a Beatrix se 6. prosince 1895 rozešli; už se nikdy nesetkali. Jindřich se nakazil malárií a byl poslán domů. Dne 22. ledna 1896 obdržela Beatrix, která čekala na svého manžela na Madeiře, telegram, v němž byla informována o Jindřichově smrti, k níž došlo o dva dny dříve.
Zdevastovaná opustila dvůr a měsíc truchlila, než se vrátila na své místo po matčině boku. Navzdory zármutku zůstala Beatrix matčinou věrnou společnicí a jak královna Viktorie stárla, stále více na Beatrix spoléhala při vyřizování korespondence. Uvědomila si však, že Beatrix potřebuje vlastní bydlení, a tak jí darovala byty v Kensingtonském paláci, které kdysi obývala královna se svou matkou. Beatrix se věnovala i svým dětem. Napsala, že Ena je "problémová a vzpurná" a že Alexandr říká "bezdůvodné nepravdy."

## Pozdější léta jejího života

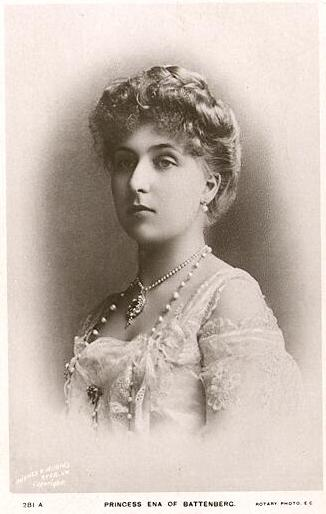
Viktorie Evženie z Battenbergu, jediná dcera princezny Beatrix, v roce 1906

Život Beatrix převrátila smrt královny Viktorie 22. ledna 1901. V březnu napsala řediteli Glasgowské univerzity: "... asi si umíte představit, jaký je to zármutek. Já, která jsem se od své drahé matky téměř nikdy neodloučila, si jen stěží dokážu uvědomit, jaký bude život bez ní, která byla středem všeho." Beatricino vystupování na veřejnosti pokračovalo, ale její postavení u dvora bylo oslabeno. Na rozdíl od své sestry Louisy neměla blízko ke svému bratrovi, nyní Eduardu VII. a nebyla zařazena do královského kruhu. Ačkoli se jejich vztah zcela nerozpadl, byl občas napjatý, například když při jeho korunovaci omylem (ale hlučně) upustila služební knížku z královské galerie na stůl se zlatými deskami.
Po smrti královny Viktorie se Beatrix ujala důležitého úkolu přepsat a upravit matčiny deníky. Stovky svazků od roku 1831 obsahovaly královniny osobní názory na každodenní záležitosti jejího života a zahrnovaly jak osobní a rodinné záležitosti, tak i záležitosti státní. Královna Viktorie pověřila Beatrix, aby deníky upravila k vydání, což znamenalo odstranit z nich soukromé materiály i pasáže, které by v případě zveřejnění mohly poškodit některé žijící osoby. Beatrix vyškrtla tolik materiálu, že editované deníky jsou jen třetina originálů. Zničení tak rozsáhlých pasáží deníků královny Viktorie rozrušilo Beatrixina synovce Jiřího V. a jeho manželku královnu Marii, kteří byli nemohli zasáhnout. Beatrix si opsala předlohu z originálu a poté svůj návrh přepsala do sady modrých sešitů. Originály i své první návrhy postupně ničila, tento úkol trval třicet let a byl dokončen v roce 1931. Dochovaných 111 sešitů je uloženo v královském archivu na hradě Windsor.

### Viktorie z Battenbergu
Krása Beatrixiny dcery Eny byla známá po celé Evropě a navzdory svému nízkému postavení byla žádanou nevěstou. Jejím vyvoleným byl španělský král Alfons XIII. Sňatek však vyvolal v Británii kontroverze, neboť vyžadoval, aby Ena konvertovala ke katolicismu. Proti tomuto kroku se postavil Beatrixin bratr Eduard VII. a španělští ultrakonzervativci byli proti královu sňatku s protestantkou nízkého původu, neboť její otec, princ Jindřich, byl synem z morganatického manželství. Sňatek se neuskutečnil. Považovali Enu za pouze částečně královskou, a tudíž nezpůsobilou stát se španělskou královnou. 31. května 1906 se nicméně pár vzal. Manželství začalo nešťastně, když se je v den svatby pokusil anarchista vyhodit do povětří, zpočátku si zřejmě blízcí manželé se odcizili. Ena se stala ve Španělsku neoblíbenou a její obliba ještě poklesla, když se zjistilo, že její syn, následník trůnu, trpí hemofilií. Alfons považoval Beatrix za zodpovědnou za to, že nemoc do španělského královského rodu přinesla, a proti Eně se rozhořčeně obrátil.

### První světová válka

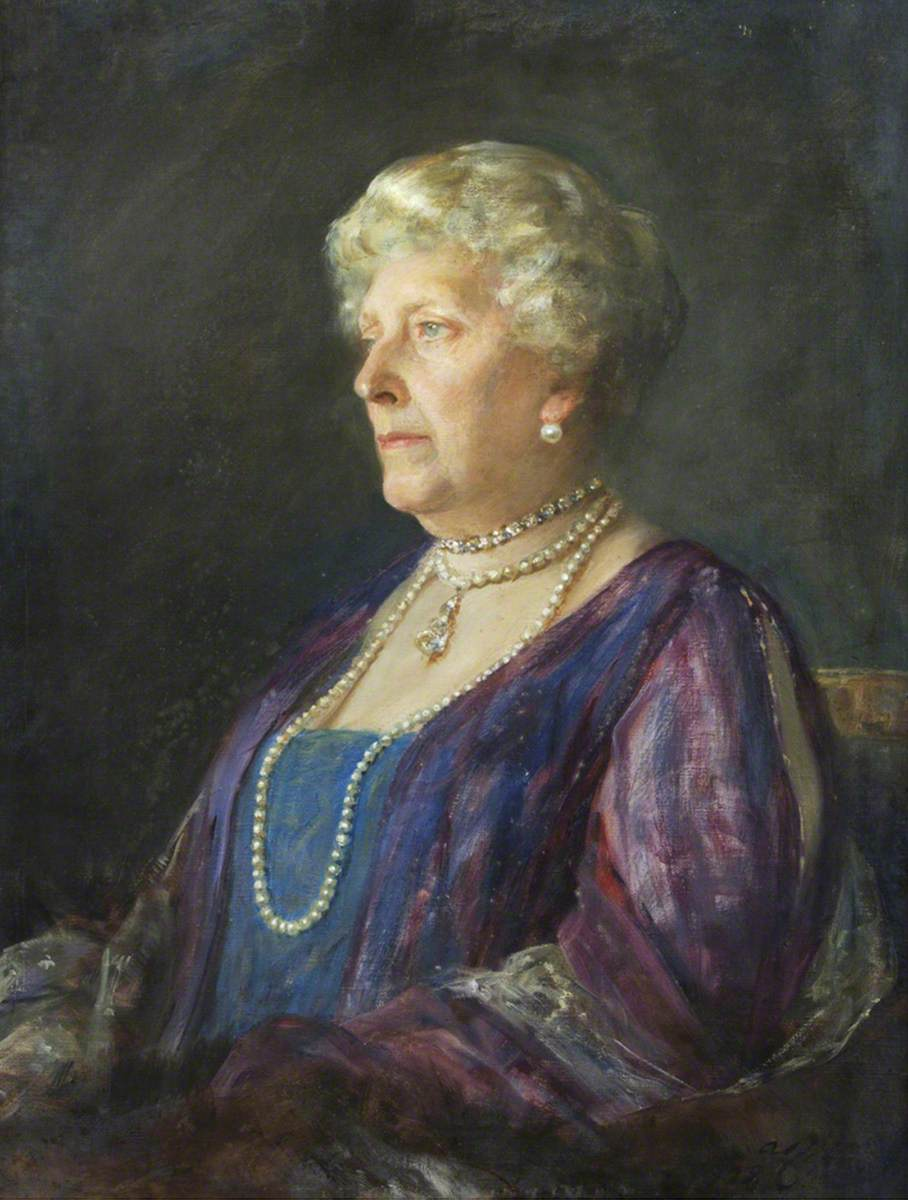
Princezna Beatrix na portrétu z roku 1928

Zničená smrtí svého oblíbeného syna Maurice během první světové války v roce 1914 se začala stahovat z veřejného života. V reakci na válku s Německem změnil Jiří V. název královského rodu ze Sasko-Kobursko-Gothajský na Windsor a zároveň jej přijal jako rodinné příjmení, aby tak zlehčil jejich německý původ. Následně se Beatrix a její rodina zřekli svých německých titulů; Beatrix přestala používat styl princezna z Battenbergu a vrátila se k používání pouze svého rodného stylu, Jeho Výsost princezna Beatrix. Její synové se vzdali titulu princ z Battenbergu. Nejstarší Alexandr se stal sirem Alexandrem Mountbattenem a později získal titul markýze z Carisbrooke. Její mladší syn Leopold se stal lordem Leopoldem Mountbattenem a získal hodnost mladšího syna markýze. Trpěl hemofilií, protože zdědil "královskou nemoc" po své matce, a zemřel během operace kolene v roce 1922, měsíc před svými 33. narozeninami.

### Poslední roky a smrt
I ve svých sedmdesáti letech si Beatrix nadále dopisovala s přáteli a příbuznými a vzácně se objevovala na veřejnosti. Své poslední překladatelské dílo vydala v roce 1941. Pod názvem "V napoleonských dnech" šlo o osobní deník babičky královny Viktorie z matčiny strany, Augusty, vévodkyně Sasko-Kobursko-Saalfeldské. Dopisovala si s vydavatelem Johnem Murrayem, který dílo velmi schvaloval. Beatrix zemřela ve spánku 26. října 1944 ve věku osmdesáti sedmi let (den před třicátým výročím úmrtí jejího syna, prince Maurice). Po pohřebním obřadu v kapli svatého Jiří na hradě Windsor byla její rakev 3. listopadu uložena do královské hrobky. Dne 27. srpna 1945 bylo její tělo přeneseno a uloženo do společné hrobky vedle jejího manžela v kostele svaté Mildredy ve Whippinghamu. Beatricino poslední přání, aby byla pohřbena se svým manželem na ostrově, který jí byl nejbližší, bylo splněno při soukromém obřadu ve Whippinghamu, kterého se zúčastnil pouze její syn, markýz z Carisbrooku, a jeho manželka.

## Potomci
- 1. Alexandr (23. 11. 1886 Windsor – 23. 2. 1960 Londýn), 1. markýz z Carisbrooku[1]
⚭ 1917 Irene Denison (4. 7. 1890 Londýn – 16. 7. 1956 tamtéž)[2]
- 2. Viktorie (24. 10. 1887 Balmoral – 15. 4. 1969 Lausanne)[3]
⚭ 1906 Alfons XIII. (17. 5. 1886 Madrid – 28. 2. 1941 Řím), král španělský v letech v letech 1886– 1931[4]
- 3. Leopold (21. 5. 1889 Windsor – 23. 4. 1922 Londýn), svobodný a bezdětný[5]
- 4. Maurice (3. 10. 1891 Balmoral – 27. 10. 1914 Zonnebeke), padl v 1. světové válce během první bitvy u Yper, svobodný a bezdětný[6]

## Tituly, oslovení a vyznamenání

### Tituly a oslovení
- 14. dubna 1857 – 23. července 1885: Její Královská Výsost princezna Beatrix
- 23. července 1885 – 14. července 1917: Její Královská Výsost princezna Beatrix, princezna Jindřich z Battenbergu
- 17. července 1917 – 26. října 1944: Její Královská Výsost princezna Beatrix

### Vyznamenání
- 9. ledna 1874: Královský řád Viktorie a Alberta
- 1. ledna 1878: Řád koruny Indie
- 30. listopadu 1881: Řád zlatého lva
- 24. května 1885: Královský červený kříž
- 10. února 1904: Řád Eduarda VII.
- 3. června 1911: Řád Jiřího V.
- 1. ledna 1919: Řád britského impéria
- 12. června 1926: Nejctihodnější řád sv. Jana Jeruzalémského
- 11. května 1937: Královský řád Viktoriin
- Řád královny Marie Luisy
- Řád sv. Kateřiny

## Vývod z předků
|                        |                                      |  |                             |                                              |  |  |  |  |  |  |  | Arnošt Fridrich Sasko-Kobursko-Saalfeldský |
|                        |                                      |  |                             |                                              |  |  |  |  |  |  |  |                                            |
|                        | František Sasko-Kobursko-Saalfeldský |  |                             |                                              |  |  |  |  |  |  |  |                                            |
|                        |                                      |  |                             |                                              |  |  |  |  |  |  |  |                                            |
|                        |                                      |  |                             | Žofie Antonie Brunšvicko-Wolfenbüttelská     |  |  |  |  |  |  |  |                                            |
|                        |                                      |  |                             |                                              |  |  |  |  |  |  |  |                                            |
|                        | Arnošt I. Sasko-Kobursko-Gothajský   |  |                             |                                              |  |  |  |  |  |  |  |                                            |
|                        |                                      |  |                             |                                              |  |  |  |  |  |  |  |                                            |
|                        |                                      |  |                             | Jindřich XXIV. Reuss-Ebersdorf               |  |  |  |  |  |  |  |                                            |
|                        |                                      |  |                             |                                              |  |  |  |  |  |  |  |                                            |
|                        | Augusta Reuss Ebersdorf              |  |                             |                                              |  |  |  |  |  |  |  |                                            |
|                        |                                      |  |                             |                                              |  |  |  |  |  |  |  |                                            |
|                        |                                      |  |                             | Karolina Ernestina Erbašsko-Schönberská      |  |  |  |  |  |  |  |                                            |
|                        |                                      |  |                             |                                              |  |  |  |  |  |  |  |                                            |
|                        | Albert Sasko-Kobursko-Gothajský      |  |                             |                                              |  |  |  |  |  |  |  |                                            |
|                        |                                      |  |                             |                                              |  |  |  |  |  |  |  |                                            |
|                        |                                      |  |                             | Arnošt II. Sasko-Gothajsko-Altenburský       |  |  |  |  |  |  |  |                                            |
|                        |                                      |  |                             |                                              |  |  |  |  |  |  |  |                                            |
|                        | Augustus Sasko-Gothajsko-Altenburský |  |                             |                                              |  |  |  |  |  |  |  |                                            |
|                        |                                      |  |                             |                                              |  |  |  |  |  |  |  |                                            |
|                        |                                      |  |                             | Šarlota Sasko-Meiningenská                   |  |  |  |  |  |  |  |                                            |
|                        |                                      |  |                             |                                              |  |  |  |  |  |  |  |                                            |
|                        | Luisa Sasko-Gothajsko-Altenburská    |  |                             |                                              |  |  |  |  |  |  |  |                                            |
|                        |                                      |  |                             |                                              |  |  |  |  |  |  |  |                                            |
|                        |                                      |  |                             | Fridrich František I. Meklenbursko-Zvěřínský |  |  |  |  |  |  |  |                                            |
|                        |                                      |  |                             |                                              |  |  |  |  |  |  |  |                                            |
|                        | Luisa Šarlota Meklenbursko-Zvěřínská |  |                             |                                              |  |  |  |  |  |  |  |                                            |
|                        |                                      |  |                             |                                              |  |  |  |  |  |  |  |                                            |
|                        |                                      |  |                             | Luisa Sasko-Gothajsko-Altenburská            |  |  |  |  |  |  |  |                                            |
|                        |                                      |  |                             |                                              |  |  |  |  |  |  |  |                                            |
| Beatrix Sasko-Koburská |                                      |  |                             |                                              |  |  |  |  |  |  |  |                                            |
|                        |                                      |  |                             |                                              |  |  |  |  |  |  |  |                                            |
|                        |                                      |  | Frederik Ludvík Hannoverský |                                              |  |  |  |  |  |  |  |                                            |
|                        |                                      |  |                             |                                              |  |  |  |  |  |  |  |                                            |
|                        | Jiří III.                            |  |                             |                                              |  |  |  |  |  |  |  |                                            |
|                        |                                      |  |                             |                                              |  |  |  |  |  |  |  |                                            |
|                        |                                      |  |                             | Augusta Sasko-Gothajská                      |  |  |  |  |  |  |  |                                            |
|                        |                                      |  |                             |                                              |  |  |  |  |  |  |  |                                            |
|                        | Eduard August Hannoverský            |  |                             |                                              |  |  |  |  |  |  |  |                                            |
|                        |                                      |  |                             |                                              |  |  |  |  |  |  |  |                                            |
|                        |                                      |  |                             | Karel Ludvík Fridrich Meklenbursko-Střelický |  |  |  |  |  |  |  |                                            |
|                        |                                      |  |                             |                                              |  |  |  |  |  |  |  |                                            |
|                        | Šarlota Meklenbursko-Střelická       |  |                             |                                              |  |  |  |  |  |  |  |                                            |
|                        |                                      |  |                             |                                              |  |  |  |  |  |  |  |                                            |
|                        |                                      |  |                             | Alžběta Sasko-Hildburghausenská              |  |  |  |  |  |  |  |                                            |
|                        |                                      |  |                             |                                              |  |  |  |  |  |  |  |                                            |
|                        | královna Viktorie                    |  |                             |                                              |  |  |  |  |  |  |  |                                            |
|                        |                                      |  |                             |                                              |  |  |  |  |  |  |  |                                            |
|                        |                                      |  |                             | Arnošt Fridrich Sasko-Kobursko-Saalfeldský   |  |  |  |  |  |  |  |                                            |
|                        |                                      |  |                             |                                              |  |  |  |  |  |  |  |                                            |
|                        | František Sasko-Kobursko-Saalfeldský |  |                             |                                              |  |  |  |  |  |  |  |                                            |
|                        |                                      |  |                             |                                              |  |  |  |  |  |  |  |                                            |
|                        |                                      |  |                             | Žofie Antonie Brunšvicko-Wolfenbüttelská     |  |  |  |  |  |  |  |                                            |
|                        |                                      |  |                             |                                              |  |  |  |  |  |  |  |                                            |
|                        | Viktorie Sasko-Kobursko-Saalfeldská  |  |                             |                                              |  |  |  |  |  |  |  |                                            |
|                        |                                      |  |                             |                                              |  |  |  |  |  |  |  |                                            |
|                        |                                      |  |                             | Jindřich XXIV. Reuss-Ebersdorf               |  |  |  |  |  |  |  |                                            |
|                        |                                      |  |                             |                                              |  |  |  |  |  |  |  |                                            |
|                        | Augusta Reuss Ebersdorf              |  |                             |                                              |  |  |  |  |  |  |  |                                            |
|                        |                                      |  |                             |                                              |  |  |  |  |  |  |  |                                            |
|                        |                                      |  |                             | Karolina Ernestina Erbašsko-Schönberská      |  |  |  |  |  |  |  |                                            |
|                        |                                      |  |                             |                                              |  |  |  |  |  |  |  |                                            |